# جوناثان ديكر
جوناثان ديكر (بالإنجليزية: Jonathan Dekker)‏ هو لاعب كرة قدم أمريكية أمريكي، ولد في 15 مايو 1983 في غرينفيلد في الولايات المتحدة.